# Malthopsis
A Malthopsis a csontos halak (Osteichthyes) főosztályának sugarasúszójú halak (Actinopterygii) osztályába, ezen belül a horgászhalalakúak (Lophiiformes) rendjébe és az Ogcocephalidae családjába tartozó nem.

## Tudnivalók
A Malthopsis gnomán kívül, amely az Atlanti-óceánban található meg, az összes többi Malthopsis-faj előfordulási területe az Indiai- és a Csendes-óceánok. Eme halak hossza fajtól függően 5-13,6 centiméter közötti.

## Rendszerezés
A nembe az alábbi 13 faj tartozik:
- Malthopsis annulifera Tanaka, 1908
- Malthopsis asperata Ho, Roberts & Shao, 2013
- Malthopsis austrafricana Ho, 2013
- Malthopsis bradburyae Ho, 2013
- Malthopsis gigas Ho & Shao, 2010
- Malthopsis gnoma Bradbury, 1998
- Malthopsis jordani Gilbert, 1905
- Malthopsis kobayashii Tanaka, 1916
- Malthopsis lutea Alcock, 1891 - típusfaj
- Malthopsis mitrigera Gilbert & Cramer, 1897
- Malthopsis parva Ho, Roberts & Shao, 2013
- Malthopsis retifera Ho, Prokofiev & Shao, 2009
- Malthopsis tiarella Jordan, 1902